# 庸鰈
庸鰈（學名：Hippoglossus hippoglossus）是一種比目魚。又稱大比目魚、扁鱈。它們是底棲魚，生活在水深50-2000米的沙石或泥底。它們分佈在由拉布拉多及格陵蘭至冰島的北大西洋、巴倫支海及南至比斯開灣。牠們是大西洋最大的比目魚，雄魚長達4.7米及重320公斤。其壽命可達50歲。

## 特徵
庸鰈的眼睛在右邊。頂面呈深巧克力色、橄欖或灰色，有時甚至完全黑色。底面呈淡色。胸鰭端凹陷。

## 生態系統
庸鰈在食物鏈中有相對較高的營養級。

### 食性
庸鰈主要吃其他魚類，如鱈魚、黑線鱈、鯡屬、八角魚、沙鰻(sand eel)及毛鱗魚，但也會吃頭足綱、大型甲殼類及其他底棲的生物。

### 掠食者
庸鰈會被海豹所掠食。它們也是小頭睡鯊的主食。

## 漁業
庸鰈以往是一種重要的食物，在中國大陸、台灣等地常被誤傳成「冰島鱈魚」或者「扁鱈」；但因生長率低及過度捕撈，其產量已大幅減少。一些所謂庸鰈的海產品其實只是其他的比目魚，如狹鱗庸鰈。

### 養殖
由於庸鰈可以作為食物，故也有一些養殖業的投資。於2006年，加拿大、挪威、英國、冰島及智利都有養殖庸鰈。

## 保育狀況
庸鰈被大量漁獵後，面臨在野外滅絕的情況。於1996年，它們被列為瀕危。於2010年，綠色和平也將庸鰈列在其海鮮紅色名錄中。
不過，在Taras Grescoe的<<海鮮的美味輓歌>>當中提到，目前大西洋庸鰈數量雖然崩潰，但太平洋庸鰈數量卻達高峰，而且以合理的方式捕捉。

## 外部連結
ARKive网的庸鰈媒体资料
- Video of larval Atlantic halibut reared in a tank and feeding on Artemia （页面存档备份，存于）